# 加迪尔体育场
加迪尔体育场（波斯語：‎）是一座位于伊朗阿瓦士的多功能体育场，容纳人数38,900人。体育场目前是胡齐斯坦钢铁（2012–）和胡齐斯坦独立（2013–）的主场。